# Campionato italiano di hockey su ghiaccio 1983-1984
Il campionato italiano di hockey su ghiaccio 1983-84 è stato organizzato come di consueto dalla FISG.
La novità del torneo è l'introduzione per la prima volta dei play-off, giocati al meglio delle tre gare.

## Serie A

### Formazioni
Dopo sette anni, ai nastri di partenza manca il Valpellice. Sono iscritte 8 compagini: Bolzano, Brunico, Merano, Alleghe, Varese, Asiago, Gardena e Cortina.

### Regular Season
La stagione regolare, che serve a determinare la griglia dei playoff, viene vinta dal Bolzano. Secondo Merano pari merito col Brunico che però si classifica terzo per la classifica avulsa. Chiude il Cortina a 5 punti.

### Playoff
|  | Quarti di finale | Quarti di finale | Quarti di finale | Quarti di finale | Quarti di finale |  |  | Semifinali | Semifinali      | Semifinali | Semifinali | Semifinali |   |   | Finale | Finale  | Finale  | Finale | Finale |  |
|  |                  |                  |                  |                  |                  |  |  |            |                 |            |            |            |   |   |        |         |         |        |        |  |
|  | 1                | Bolzano          | 7                | 3                | 7                |  |  |            |                 |            |            |            |   |   |        |         |         |        |        |  |
|  | 8                | Cortina          | 0                | 5                | 3                |  |  | 1          | Bolzano         | Bolzano    | 3          | 2          |   |   |        |         |         |        |        |  |
|  | 4                | Alleghe          | 8                | 3                | 9                |  |  | 4          | Alleghe         | Alleghe    | 0          | 1          |   |   |        |         |         |        |        |  |
|  | 5                | Varese           | 5                | 5                | 5                |  |  |            |                 |            |            |            |   |   | 1      | Bolzano | Bolzano | 5      | 4      |  |
|  | 2                | Merano           | Merano           | 4                | 8                |  |  |            |                 | 2          | Merano     | Merano     | 1 | 2 |        |         |         |        |        |  |
|  | 7                | Gardena          | Gardena          | 2                | 5                |  |  | 2          | Merano          | 4          | 4          | 4          |   |   |        |         |         |        |        |  |
|  | 3                | Bruneck-Brunico  | Bruneck-Brunico  | 3                | 3                |  |  | 3          | Bruneck-Brunico | 7          | 3          | 2          |   |   |        |         |         |        |        |  |
|  | 6                | Asiago           | Asiago           | 1                | 2                |  |  |            |                 |            |            |            |   |   |        |         |         |        |        |  |

#### Finale 3º/4º posto
Il terzo posto viene conquistato dall'Alleghe che in due gare si sbarazza del Brunico (5-3 in trasferta; 4-3 in casa).
|  | Finale 3º/4º posto |                 |                 |   |   |  |
|  |                    |                 |                 |   |   |  |
|  | 3                  | Bruneck-Brunico | Bruneck-Brunico | 3 | 3 |  |
|  | 5                  | Alleghe         | Alleghe         | 5 | 4 |  |

 L'Hockey Club Bolzano vince il suo ottavo titolo.

Formazione Campione d'Italia: Bruno Bertiè - Paolo Casciaro - Ron Chipperfield - James Corsi - Hubert Gasser - Norbert Gasser - Manfred Gatscher - Mauro Giacomin - Mirco Janeselli -  Enrico Laurati - Bernhard Mair - Michael Mair - Giovanni Melega - Roberto Oberrauch - Gino Pasqualotto - Martin Pavlu - Klaus Runer - Luciano Sbironi - Maurizio Scudier - Herbert Strohmair - Moreno Trisorio.

Allenatore: Toni Waldmann

### Classifica finale
| Pos. | Squadra         |
| ---- | --------------- |
| 1    | Bolzano         |
| 2    | Merano          |
| 3    | Alleghe         |
| 4    | Bruneck-Brunico |
| 5    | Varese          |
| 6    | Asiago          |
| 7    | Gardena         |
| 8    | Cortina         |

### Marcatori
| Squadra | Giocatore          | Punti | Gol | Assist |
| Alleghe | Kirt Bjork         | 97    | 45  | 52     |
| Alleghe | Constant Priondolo | 87    | 36  | 51     |
| Varese  | Cary Farelli       | 82    | 34  | 48     |
| Varese  | Kim Gellert        | 76    | 41  | 35     |
| Merano  | Mark Stuckey       | 76    | 34  | 42     |

## Serie B

### Gruppo ovest
‡: una partita in meno

### Playoff
|  | Quarti di finale | Quarti di finale | Quarti di finale | Quarti di finale | Quarti di finale |  |  | Semifinali    | Semifinali    | Semifinali    | Semifinali    | Semifinali |         |    | Finale | Finale | Finale | Finale | Finale |  |
|  |                  |                  |                  |                  |                  |  |  |               |               |               |               |            |         |    |        |        |        |        |        |  |
|  | Como             | Como             | Como             | Como             | ?                |  |  |               |               |               |               |            |         |    |        |        |        |        |        |  |
|  | Fiemme           | Fiemme           | Fiemme           | Fiemme           | ?                |  |  | Como          | Como          | Como          | Como          | ?          |         |    |        |        |        |        |        |  |
|  | Fassa Falcons    | Fassa Falcons    | Fassa Falcons    | Fassa Falcons    | ?                |  |  | Fassa Falcons | Fassa Falcons | Fassa Falcons | Fassa Falcons | ?          |         |    |        |        |        |        |        |  |
|  | Vipiteno Broncos | Vipiteno Broncos | Vipiteno Broncos | Vipiteno Broncos | ?                |  |  |               |               |               |               |            |         |    | Como   | Como   | Como   | Como   | 6      |  |
|  | Auronzo          | Auronzo          | Auronzo          | Auronzo          | ?                |  |  |               |               | Auronzo       | Auronzo       | Auronzo    | Auronzo | 8† |        |        |        |        |        |  |
|  | Bergamo          | Bergamo          | Bergamo          | Bergamo          | ?                |  |  | Auronzo       | Auronzo       | Auronzo       | Auronzo       | ?          |         |    |        |        |        |        |        |  |
|  | Valpellice       | Valpellice       | Valpellice       | Valpellice       | ?                |  |  | Valpellice    | Valpellice    | Valpellice    | Valpellice    | ?          |         |    |        |        |        |        |        |  |
|  | Selva            | Selva            | Selva            | Selva            | ?                |  |  |               |               |               |               |            |         |    |        |        |        |        |        |  |

†: partita terminata ai tempi supplementari
Auronzo e Como giungono alla finale (che vince l'Auronzo all'extratime, dopo che l'incontro era terminato sul 6-6) e vengono entrambe promosse in serie A.
|  | Finale 3º-4º posto |               |               |               |   |  |
|  |                    |               |               |               |   |  |
|  | Valpellice         | Valpellice    | Valpellice    | Valpellice    | 3 |  |
|  | Fassa Falcons      | Fassa Falcons | Fassa Falcons | Fassa Falcons | 7 |  |

Il Fassa si aggiudica la terza piazza.